# F-1 (граната)
Ручна осколкова граната F-1 (франц. Fusante №1) — ручна граната дистанційної дії, призначена для ураження живої сили противника в оборонному бою.

## Історія створення
Серійне виробництво гранати почалося в 1915 році під час Першої Світової війни. Прийнята на озброєння французької армії в травні 1915. Граната спочатку використовувалась як наступальна, тільки з появою нових запалів - M1916 та M1917 вона стала оборонною (при вибуху розривалася на 38 фрагментів). У часи Другої Світової війни вона використовувалась із запалом M1935.

## Конструкція
Основою гранати був виготовлений литтям ребристий яйцеподібний корпус з сталистого чавуну з отвором для запалу. Запал являв собою оригінальну конструкцію з капсулем-запалювачем ударної дії і сповільнювачем, по вигорянні якого спрацьовував капсуль-детонатор, що викликав підрив гранати. У дію він приводився за допомогою удару ковпачком запалу об твердий предмет (дерево, камінь, приклад і т. Д.). Ковпачок виготовлявся із сталі або латуні, мав на внутрішній стороні бойок, що розбивав капсуль. Для безпеки запали гранат F-1 забезпечувалися дротяною чекою, що не допускала торкання ударником капсуля. Перед кидком цей запобіжник видалявся. Така проста конструкція була хороша для масового виробництва, але застосування гранати поза окопом, коли не було можливості знайти той самий твердий предмет, явно ускладнювало користування гранатою. Проте компактність, простота та висока ефективність забезпечили гранаті величезну популярність.
У момент вибуху корпус розривався на 290 великих важких осколків, початкова швидкість розльоту яких близько 730 м/с. При цьому на формування осколків йшло 38% маси корпусу, решта просто розпорошувалась. Площа розльоту осколків - 75-82 м2. Ця граната була досить технологічною, не вимагала дефіцитної сировини, мала помірний заряд вибухової речовини і в той же час - велику потужність. Але головне - давала велику як на ті часи кількість осколків. Однак осколки під час вибуху дробилися непередбачувано, при чому основна кількість осколків мала малу масу та малу забійну силу вже у радіусі 20-25 метрів, в той час як важкі осколки дінця, верхньої частини гранати та запала мали високу енергію за рахунок своєї маси та були небезпечні на відстані до 200 метрів. Тому всі твердження щодо того, що насічка гранати має на меті утворення осколків за формою виступаючих ребер, як мінімум, невірна. Те ж саме слід сказати щодо явно завищеною дистанції ураження, оскільки дальність суцільного ураження осколками не перевищувала 10-15 метрів, а ефективна дальність - 25-30 метрів.

## Застосування
Граната знята з озброєння французької армії у 1946 році, однак на початок Другої Світової війни ще знаходилась на складах. Була прийнята на озброєння Вермахтом під назвою Eihandgranate 313(f). 
Була дуже популярна під час громадянської війни в Росії 1917-1920 років, так як масово поставлялась білогвардійцям.
Всього з 1915 по 1940 було вироблено 60 млн таких гранат.
Граната стала основою для розробки таких зразків як російська Ф-1 та американська Mk1. Використовувалась у багатьох конфліктах по всьому світу.